# 费奥多拉女伯爵
费奥多拉·马蒂尔德·海伦娜（Feodora Mathilde Helena，1975年2月27日—），出生于腓特烈松。罗森堡女伯爵。是丹麦女王玛格丽特二世的堂弟克里斯帝安王子的三女儿。
2004年7月30日，费奥多拉女伯爵在哥本哈根霍尔门的基克与埃里克·埃尔韦·帕特里克·帕特（ Eric Hervé Patrice Patte）结婚。2005年离婚。
2008年9月8日，费奥多拉女伯爵在哥本哈根与莫滕·波尔森·兰诺（Morten Rønnow ）结婚，婚后有一女：
- 卡洛琳-玛蒂尔德·玛格丽特·兰诺·罗森堡（Caroline-Mathilde Margrethe Rønnow af Rosenborg，2009年2月1日－）。